# Ogólnorosyjskie Centrum Wystawowe

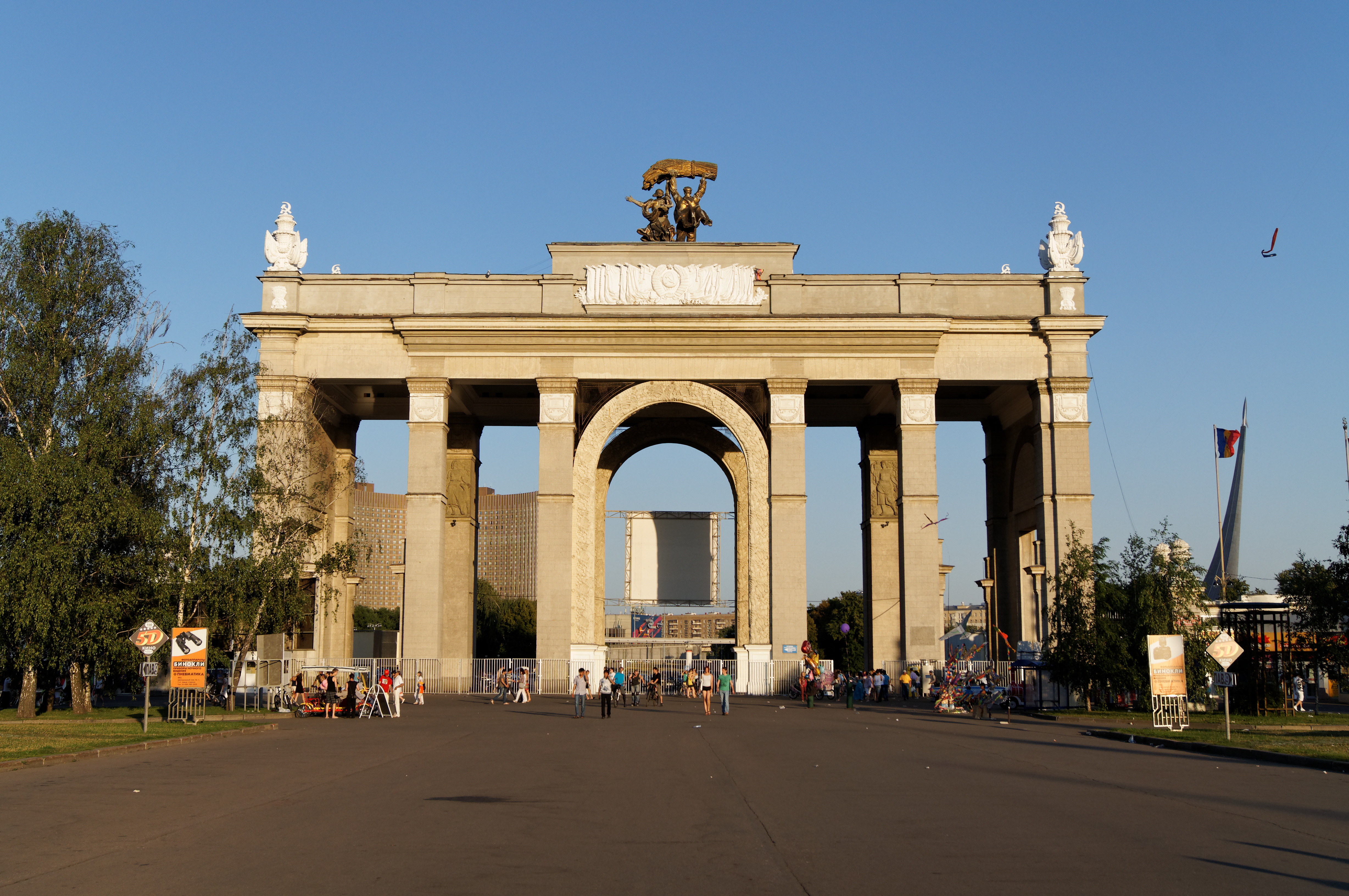
Główne wejście

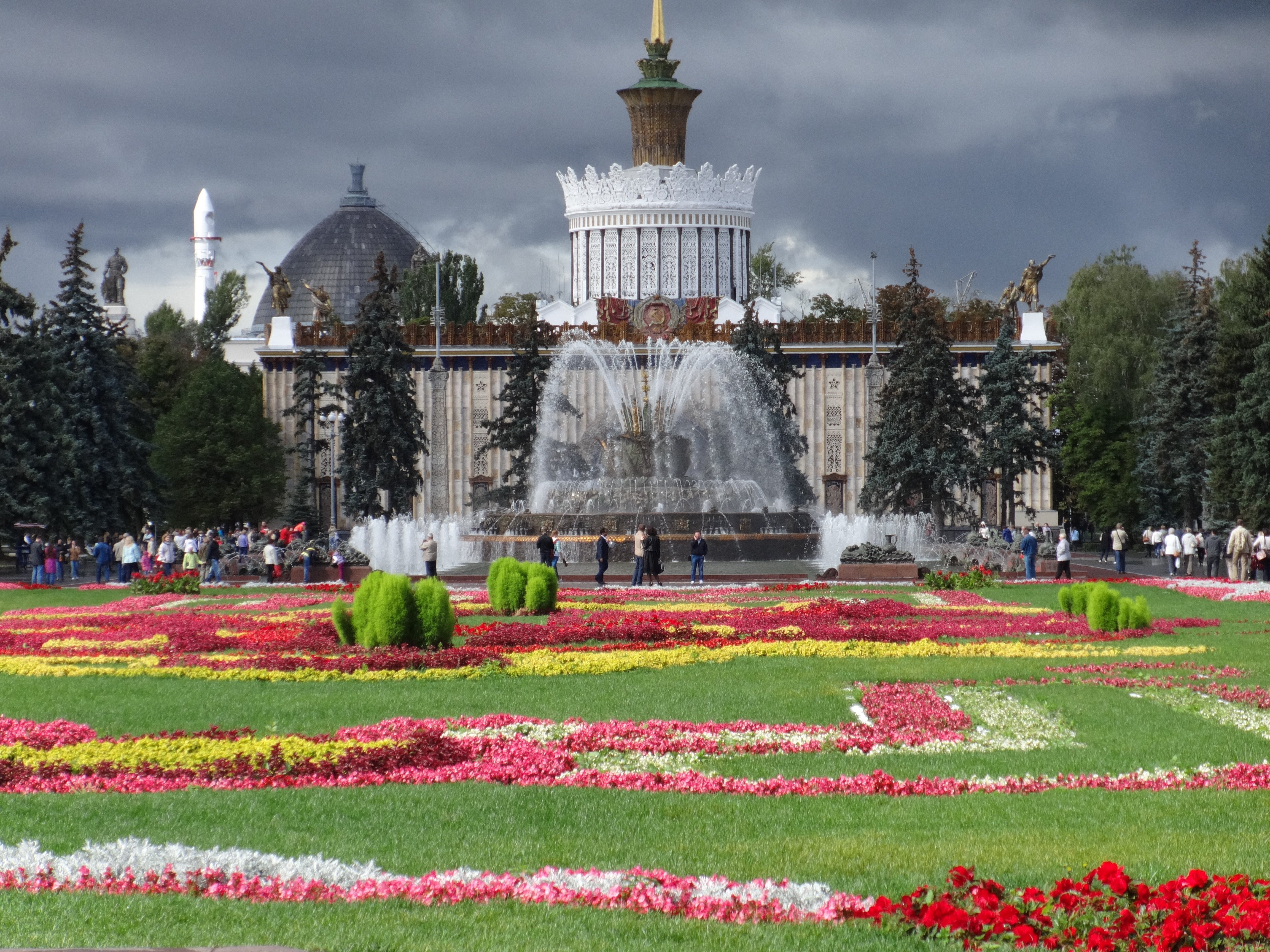
Kwiaty w głównej alei, socrealistyczna fontanna i różne pawilony w tle

Ogólnorosyjskie Centrum Wystawowe (ros. Всероссийский выставочный центр, ВВЦ) – kompleks wystawowy w północno-wschodnim okręgu administracyjnym Moskwy w pobliżu stacji metra WDNCh linii Kałużsko-Ryskiej. Powierzchnia ogólna wystawy to 237,5 ha, a łączna powierzchnia pawilonów 134 000 m².
Początkiem wystawy było rozporządzenie Stalina z 17 lutego 1935. Wybrano teren na peryferiach Moskwy przy Szosie Jarosławskiej. Wystawę, wówczas noszącą nazwę „Wszechzwiązkowa Wystawa Rolnicza” (ros. Всесоюзная сельскохозяйственная выставка – ВСХВ), otwarto oficjalnie 1 sierpnia 1939. Obok jej wschodniego wejścia umieszczono pomnik robotnika i kołchoźnicy autorstwa Wiery Muchinej. Po wybuchu wojny z Niemcami w 1941 została zamknięta na kilka lat. 
W 1959 nazwę wystawy zmieniono na „Wystawa Osiągnięć Gospodarki Narodowej ZSRR” (ros. Выставка достижений народного хозяйства – ВДНХ). Obok głównego wejścia w 1964 umieszczono Pomnik Zdobywców Kosmosu. W 1992 kompleks otrzymał obecną nazwę i status spółki akcyjnej, ale często nazywany jest do dziś poprzednią nazwą, w szczególności w jej wersji skrótowej tj. WDNCh, czemu sprzyja jej pozostawienie w nazwie pobliskiej stacji metra. Obecnie nie są już czynne wystawy poszczególnych republik, a sam kompleks mieści głównie zwykłe sklepy. Tym niemniej w niektórych dawnych pawilonach „republikańskich” są to sklepy z towarami i pamiątkami pochodzącymi z owych dawnych republik radzieckich, a dziś niepodległych państw (np. pawilon armeński). Na terenie centrum znajdują się park rozrywki i atrakcje turystyczne, takie jak repliki pojazdów kosmicznych, m.in. makieta radzieckiego promu kosmicznego Buran.
Przy budowie pawilonów wystawy przestrzegano wymagań socrealizmu. Pawilony były obficie zdobione szczegółami zaczerpniętymi z architektury klasycznej i z budownictwa poszczególnych republik związkowych. Na obszarze wystawy rozmieszczono elementy dekoracyjne, m.in. pozłacane fontanny. Bogata oprawa wystawy miała wywrzeć silne wrażenie na zwiedzających.